# Parafia św. Stanisława Kostki w Ogardach
Parafia św. Stanisława Kostki w Ogardach – parafia rzymskokatolicka, terytorialnie i administracyjnie należąca do diecezji zielonogórsko-gorzowskiej, do dekanatu Strzelce Krajeńskie. Erygowana 25 kwietnia 1974 roku. W parafii posługują księża diecezjalni.